# Chef de l'opposition (Grenade)
Pour les articles homonymes, voir Chef de l'opposition.
À la Grenade, le chef de l'opposition (en anglais : Leader of the Opposition), officiellement chef de l'opposition de Sa Majesté, est généralement le chef du plus grand parti politique à la Chambre des représentants ne faisant pas partie du gouvernement. Le chef de l'opposition est nommé par le gouverneur général de la Grenade.

## Liste des chefs de l'opposition
| No                                                      | Titulaire          | Portrait               | Début | Fin  | Parti politique | Parti politique               |
| ------------------------------------------------------- | ------------------ | ---------------------- | ----- | ---- | --------------- | ----------------------------- |
| 1                                                       | Herbert Blaize     | Herbert Blaize         | 1974  | 1976 |                 | Parti national grenadien      |
| 2                                                       | Maurice Bishop     | Maurice Bishop         | 1976  | 1979 |                 | New Jewel Movement            |
| Vacance du poste de chef de l'opposition de 1979 à 1984 |                    |                        |       |      |                 |                               |
| 3                                                       | Marcel Peters      | Illustration manquante | 1984  | 1987 |                 | Parti travailliste uni        |
| 4                                                       | Phinsley St. Louis | Illustration manquante | 1987  | 1987 |                 | Congrès démocratique national |
| 5                                                       | George Brizan      | George Brizan          | 1987  | 1990 |                 | Congrès démocratique national |
| 6                                                       | Winnifred Strachan | Illustration manquante | 1991  | 1995 |                 | Parti travailliste uni        |
| (5)                                                     | George Brizan      | George Brizan          | 1995  | 1999 |                 | Congrès démocratique national |
| 7                                                       | Michael Baptiste   | Illustration manquante | 2000  | 2003 |                 | Parti travailliste uni        |
| 8                                                       | Tillman Thomas     | Tillman Thomas         | 2004  | 2008 |                 | Congrès démocratique national |
| 9                                                       | Keith Mitchell     | Keith Mitchell         | 2008  | 2013 |                 | Nouveau Parti national        |
| Vacance du poste de chef de l'opposition de 2013 à 2020 |                    |                        |       |      |                 |                               |
| 10                                                      | Tobias Clement     | Illustration manquante | 2020  | 2022 |                 | Indépendant                   |
| (9)                                                     | Keith Mitchell     | Keith Mitchell         | 2022  | 2025 |                 | Nouveau Parti national        |
| 11                                                      | Emmalin Pierre     | Illustration manquante | 2025  | –    |                 | Nouveau Parti national        |